# Церква св.Мартина Турського (Бурано)
Церква св. Мартина Турського (італ. Chiesa di San Martino Vescovo) — католицька церква, що розташована у Венеції на острові Бурано на північ від Венеційської лагуни. Це найвища будова на острові Бурано.

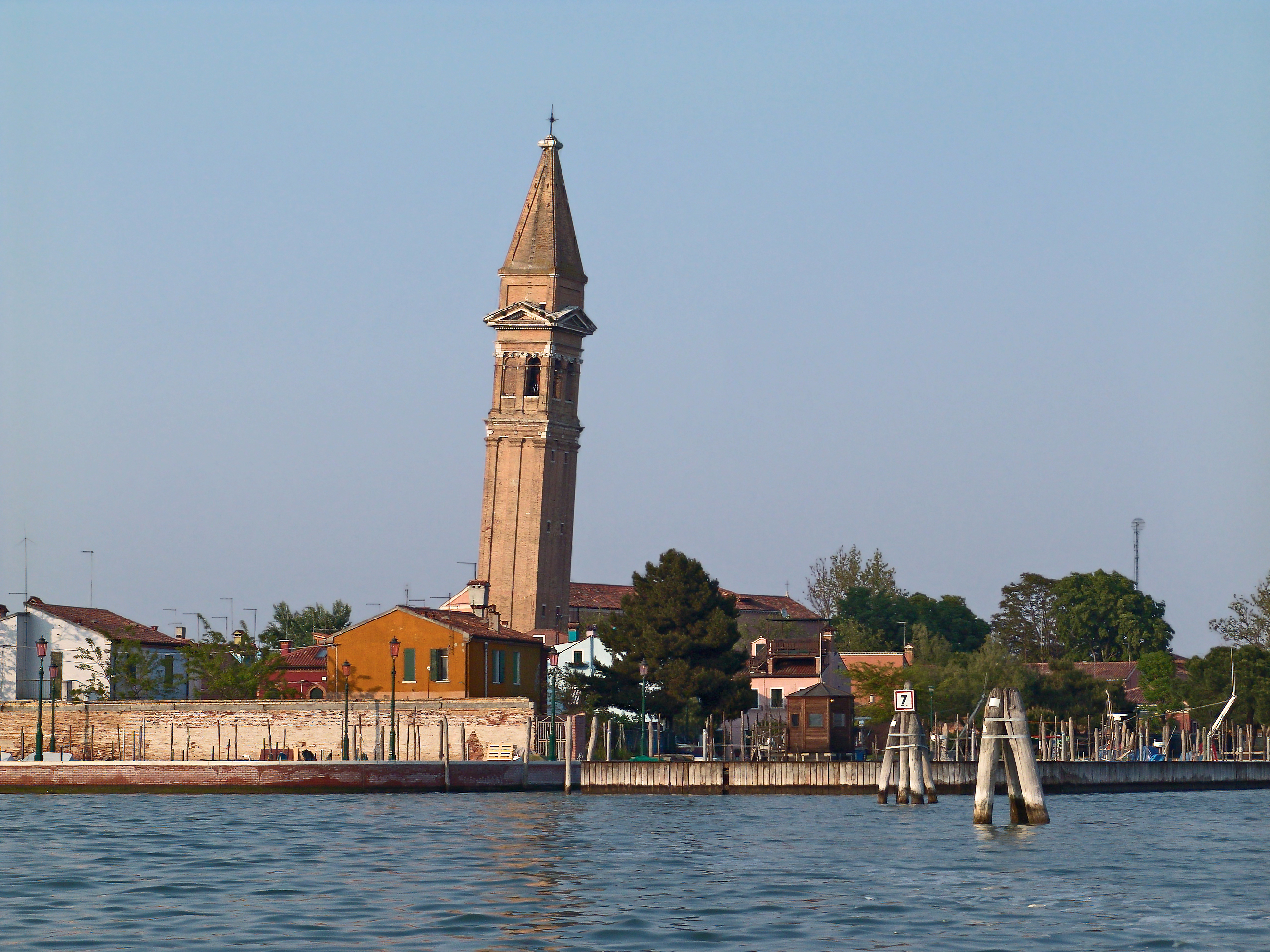
Вид на дзвіницю, що похилилась

Церква була побудована в XVI столітті на площі Бальдассаре Галуппі (1706–1785). За своєю структурою базиліка представляє форму латинського хреста, має три нефа з трансептом і склепінні стелі. У ризниці розміщена серія картин раннього Джованні Баттіста Тьєполо (1696–1770), серед яких найвідомішою роботою вважається «Розп'яття». Головною реліквією церкви є мощі Святої Варвари (273–306) — християнської мучениці, захисниці від раптової кончини.
Дзвіниця при церкві, що стала своєрідним символом острова Бурано, зводилася в період з 1703 по 1714 рік. Проекту храму приписується архітектору Андреа Тіралі. Відома вона тим, що сильно нахилилась. Кут нахилу у неї дуже великий і вона все ще не завалилась завдяки найближчій споруді, на яку вежа спирається. Крутий нахил дзвіниці обумовлений частковим обваленням основи. Висота споруди — 53 м, розміри основи — 6,2 на 6,2 м.